# Old Tucson Studios
Old Tucson Studios est un studio de cinéma et un parc de loisirs situé près de Tucson, en Arizona, aux États-Unis. Il se trouve à une vingtaine de kilomètres à l'Ouest de la ville, dans le désert de Sonora. Ouvert au public en 1960, le parc propose des visites historiques et des spectacles mettant en scène des cascades et des fusillades.

## Histoire
Le studio a été construit en 1939 d'après la ville de Tucson des années 1860 pour le film Arizona. Environ 50 bâtiments ont été construits, dont la plupart sont encore là aujourd'hui. Pendant les années 1950, des films ont régulièrement été tournés dans les studios, et de nouveaux bâtiments ont été construits. En 1959, Old Tucson Studios a été le lieu de tournage de Rio Bravo, avec John Wayne. En 1960, Robert Shelton a ouvert les studios au public. Des séries télévisées ont aussi été tournées dans les studios. Entre 1977 et 1983, La Petite Maison dans la prairie y a été produite. Un des derniers blockbusters des studios a été Mort ou vif en 1995. Le 25 avril 1995,  un incendie a détruit une grande partie des bâtiments. Deux ans plus tard, le parc a rouvert.

## Films tournés à Old Tucson Studios

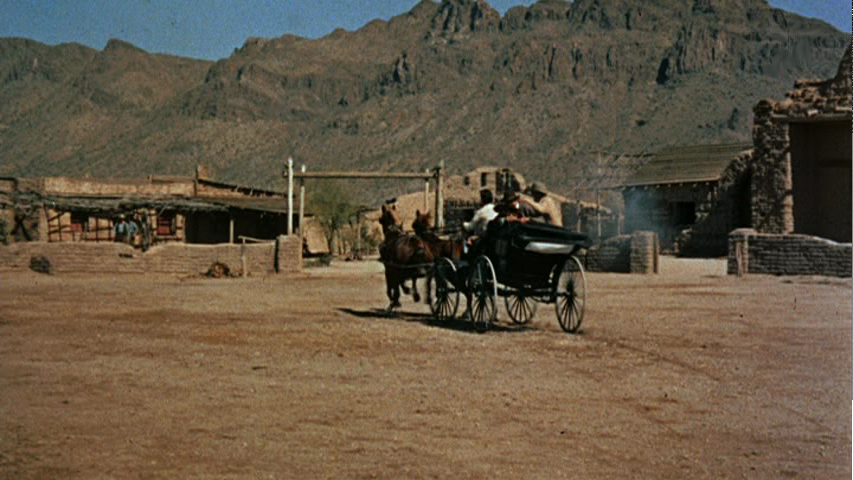
Image extraite du western L'Aventurier du Texas, tourné à Old Tucson Studios en 1958.

Liste non exhaustive des films ayant été tournés en totalité ou en partie dans le studio de Old Tucson, :
| - 1940 : Arizona - 1945 : Les Cloches de Sainte-Marie - 1950 : La Flèche brisée - 1951 : Le Dernier Bastion (The Last Outpost) - 1955 : Une étrangère dans la ville - 1955 : Dix hommes à abattre - 1955 : Le Souffle de la violence - 1956 : The Broken Star - 1956 : L'Homme de San Carlos - 1957 : 3 h 10 pour Yuma - 1957 : Règlements de comptes à OK Corral - 1957 : Le Fort de la dernière chance - 1958 : L'Aventurier du Texas - 1958 : L'Or du Hollandais - 1958 : Le Justicier masqué - 1959 : Le Dernier Train de Gun Hill - 1959 : Rio Bravo - 1959 : Le Bourreau du Nevada - 1961 : New Mexico - 1962 : Young Guns of Texas (en) de Maury Dexter - 1963 : Le Grand McLintock - 1964 : L'Outrage - 1965 : Représailles en Arizona - 1965 : Le Massacre des Sioux - 1966 : El Dorado - 1967 : Hombre - 1967 : Le Justicier de l'Arizona - 1967 : Le Pistolero de la rivière rouge - 1967 : La Route de l'Ouest - 1967 : La Poursuite des tuniques bleues - 1968 : The Mini-Skirt Mob (en) de Maury Dexter | - 1969: Au paradis à coups de revolver - 1969: Lonesome Cowboys - 1969: La Vengeance du Shérif - 1970: Un beau salaud - 1970: Monte Walsh - 1970: Rio Lobo - 1971 : Deux Hommes dans l'Ouest - 1971: Scandalous John - 1972: Joe Kidd - 1972: Les Rongeurs de l'apocalypse - 1972: Les Indésirables - 1972: The Legend of Nigger Charley - 1972: Juge et Hors-la-loi - 1973: Guns of a Stranger - 1974: Un justicier dans la ville - 1974: A Knife for the Ladies - 1974: The Trial of Billy Jack - 1975: La Brigade du Texas - 1976: Josey Wales hors-la-loi - 1979: Cactus Jack - 1980: Tom Horn - 1981: L'Équipée du Cannonball - 1986: Trois amigos ! - 1989: Gore Vidals Billy the Kid - 1990: Young Guns 2 - 1993: Nemesis - 1993: Tombstone - 1994: Jack l'Éclair - 1995: Hard Bounty - 1995: Mort ou vif - 2005: Seven Mummies - 2007: Legend of Pearl Hart |

## Galerie

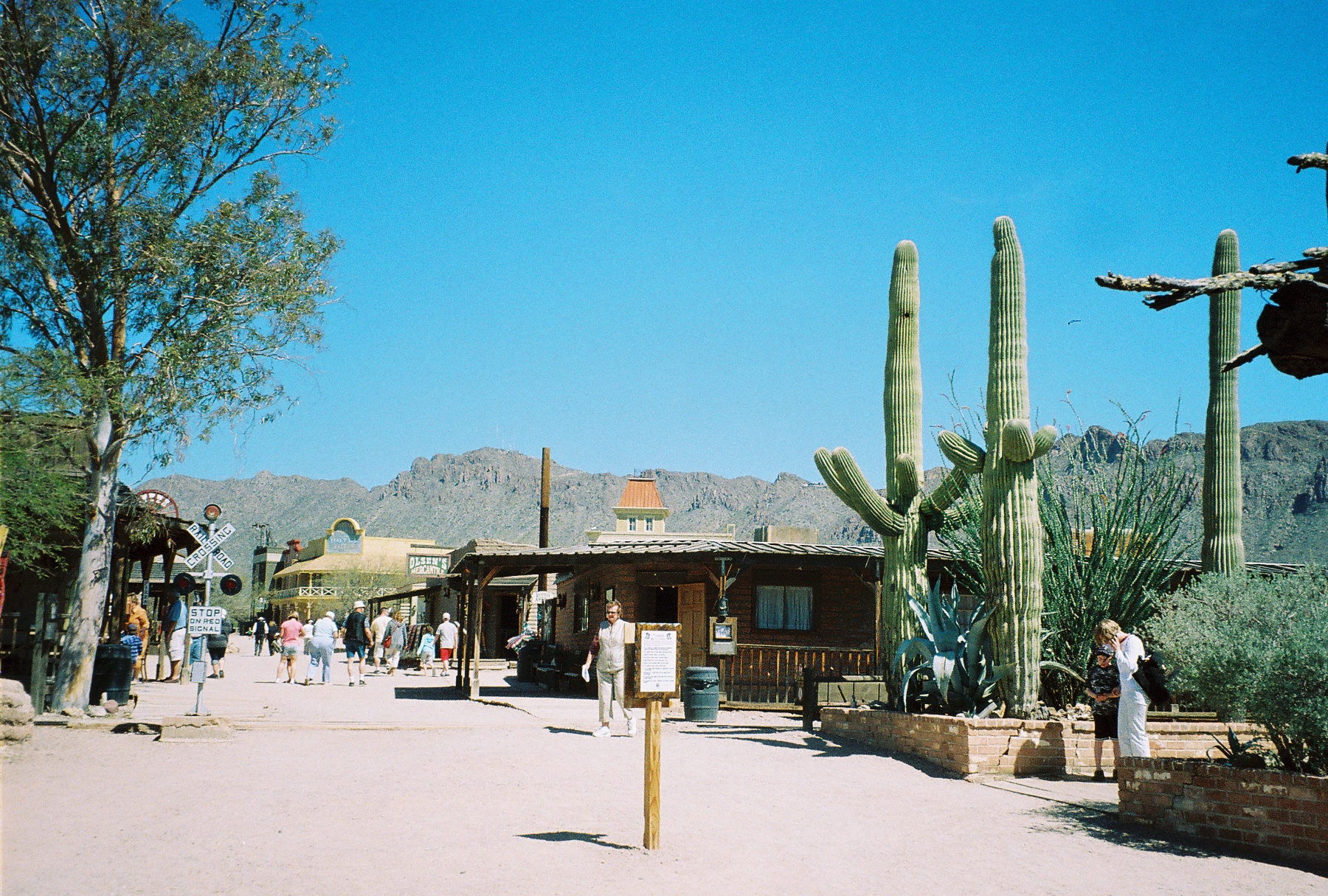
La rue principale, vue de l'entrée
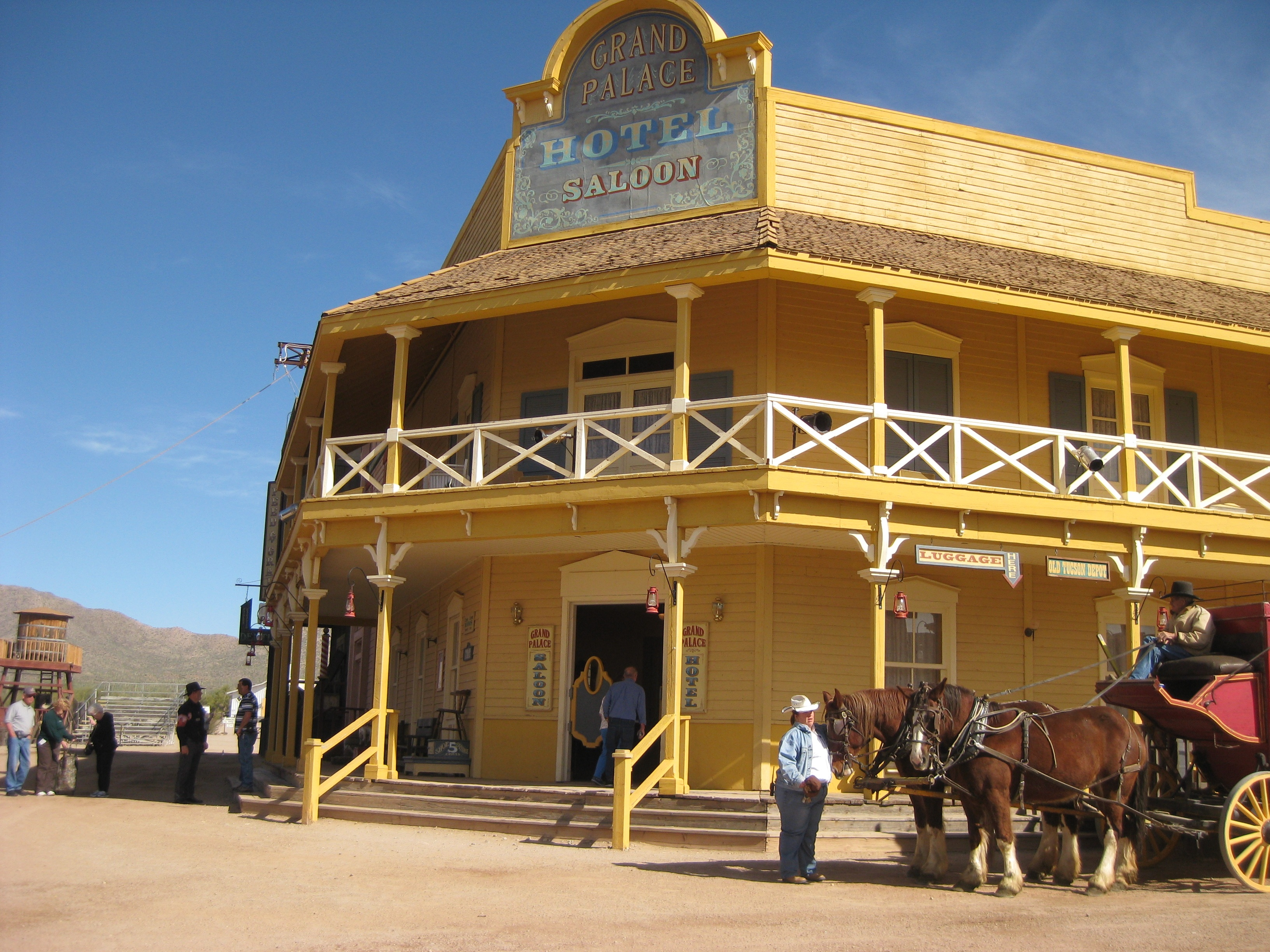
Le saloon
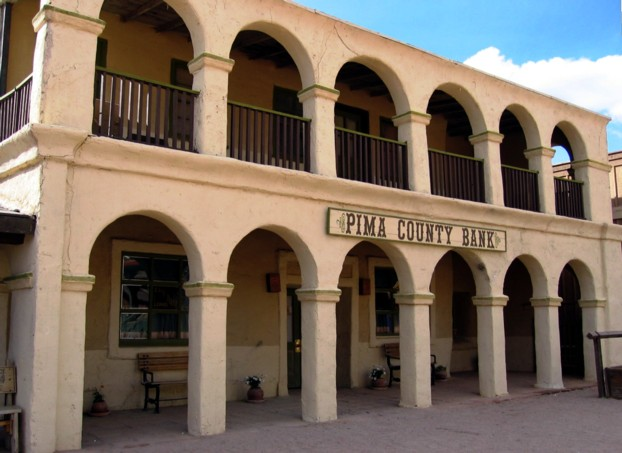
La banque
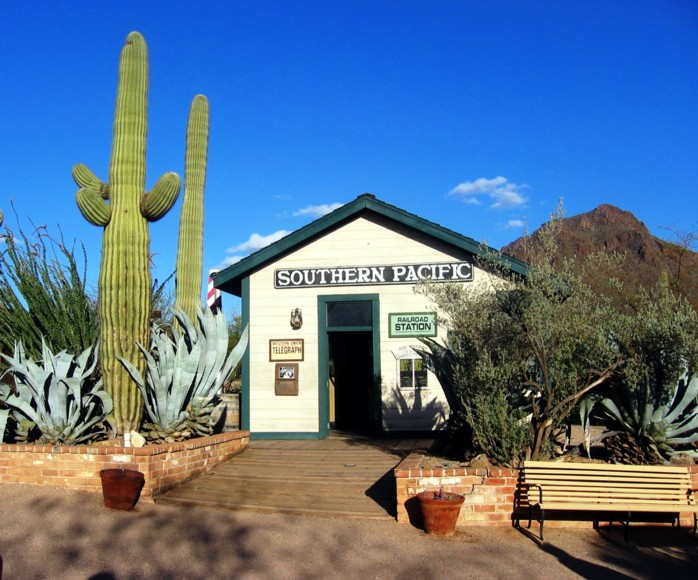
La gare
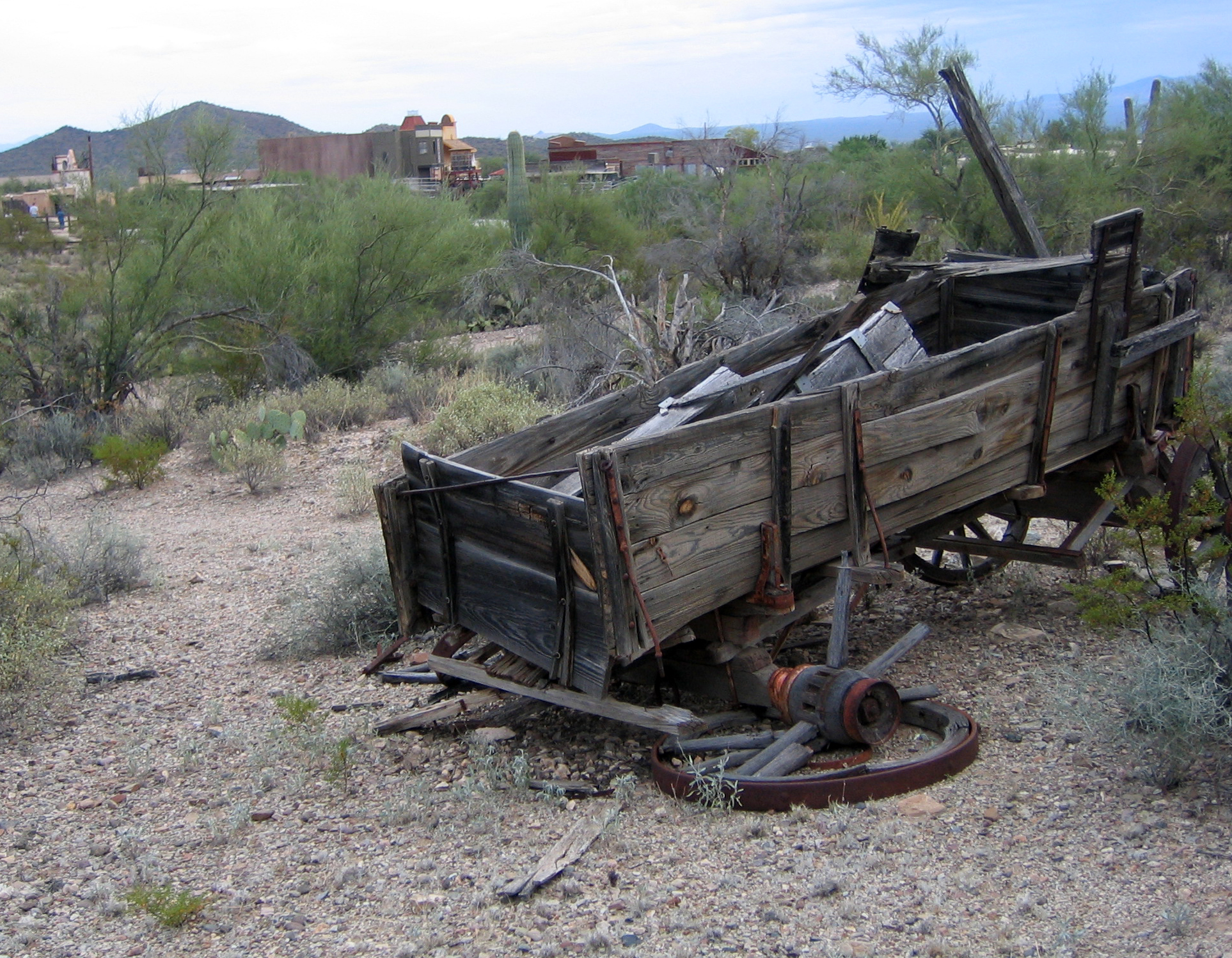
Un vieux wagon
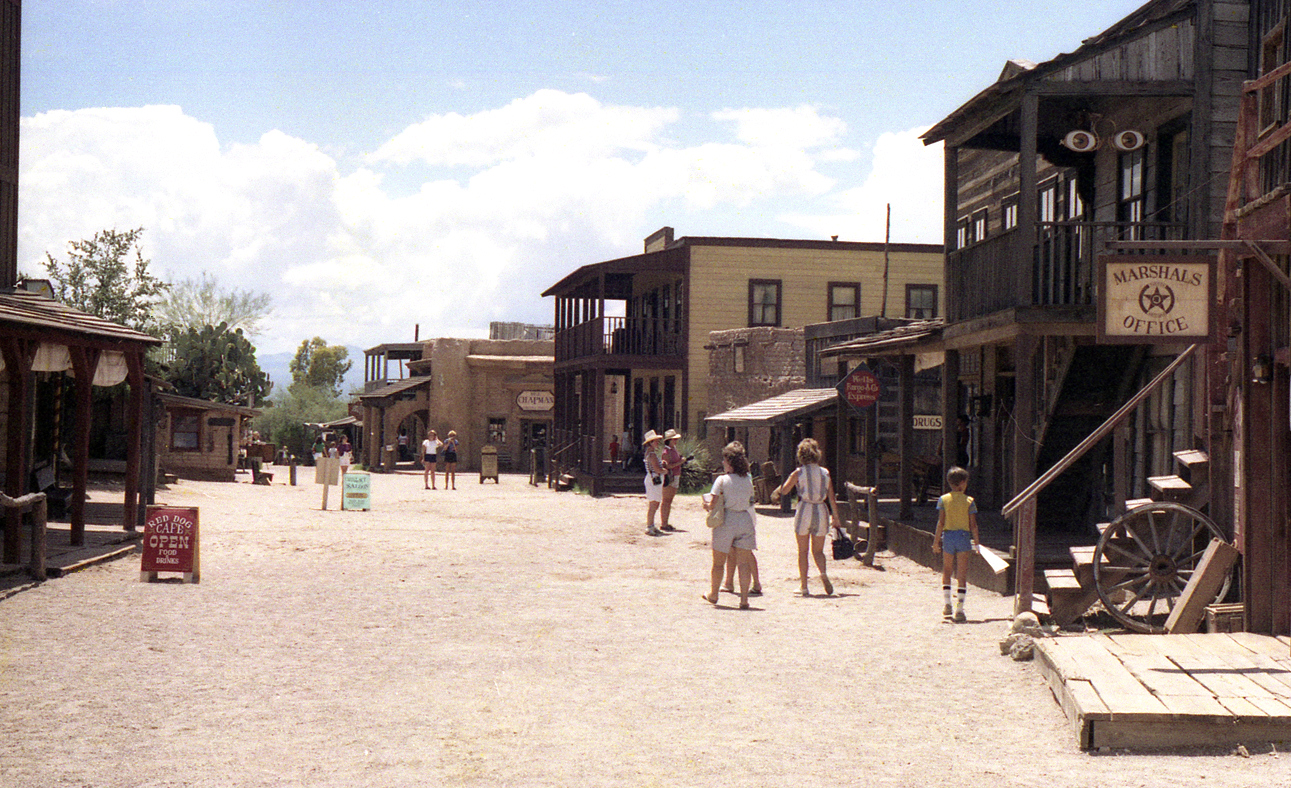
La rue western en 1984